# Mikhaïl Lebedev
Pour les articles homonymes, voir Lebedev.

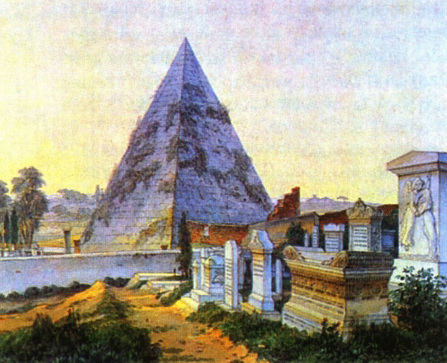
Tombeau du prince Viazemski à Rome

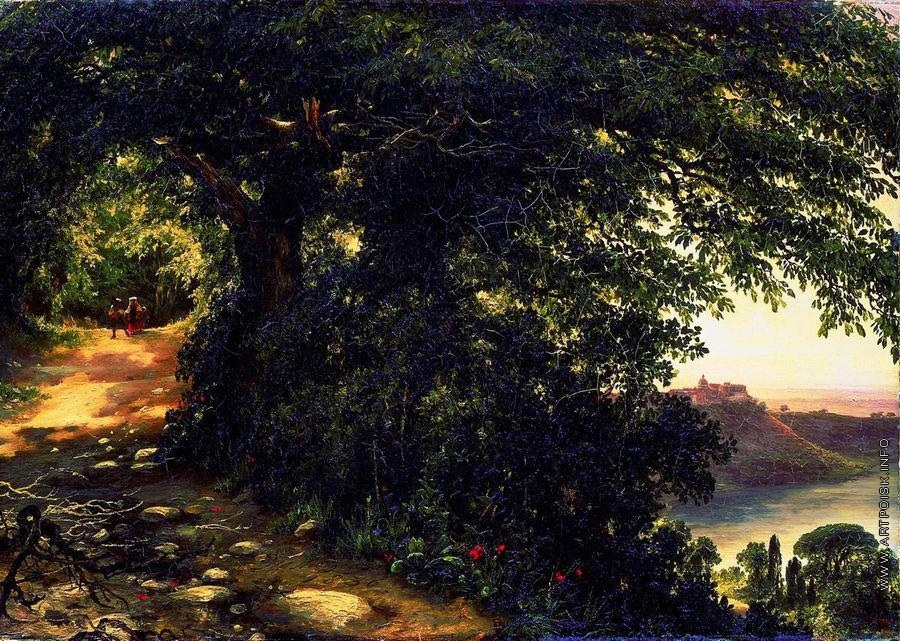
Vue de Castel Gandolfo près de Rome. 1835-36

Mikhaïl Lebedev (en russe : Лебедев, Михаил Иванович), né le 4 novembre 1811 à Tartu et mort le 13 juillet 1837 à Naples, en Italie, est un peintre russe, paysagiste.

## Biographie
Lebedev est le fils d'un serf. En 1826 le père et toute la famille peuvent s'inscrire dans les registres des bourgeois et le jeune Mikhaïl a ainsi pu s'inscrire dans une école. Du 28 juillet 1827 au mois de mars 1829, Mikhaïl étudie en 4e et 5e année au gymnasium de l'Université de Tartu.
Les brillantes capacités qui se révélaient déjà chez lui vont permettre son transfert à Saint-Pétersbourg, le 19 mars 1829, et son inscription à l' Académie russe des beaux-arts aux frais de l'empereur Nicolas Ier sur recommandation de l'administrateur de l'université, le comte P. A. Palene.
Son principal mentor à l'académie est Maxime Vorobiov, mais il est considéré comme élève de Vassili Raev. Durant son passage par l'académie, Lebedev reçoit deux médailles d'argent; l'une en mai 1832, une petite du deuxième degré, et l'autre en septembre 1832, une grande de premier degré pour un paysage avec vue de l'île Petrovski. En 1833, il reçoit la grande médaille d'or pour son paysage des environs du Lac Ladoga (acquis par l'empereur Nicolas Ier qui lui offre une bague garnie d'un diamant que le peintre vend à Tartu en partant en Italie pour donner l'argent reçu à sa mère). Il est également nommé artiste de XIVe classe et devient conseiller de l'académie des beaux-arts d'octobre 1833 à mai 1834. Il se rend alors en Italie en qualité de pensionnaire de l'académie des beaux-arts, ensemble avec Dournovo et Nikolaï Nikitine. Là, sous la chaleur du midi, il commence à étudier la nature méridionale et à perfectionner sa technique picturale des effets.
Le fruit de ces travaux ce sont quelques dizaines de tableaux qui permettent de le classer parmi les meilleurs paysagistes de son temps.

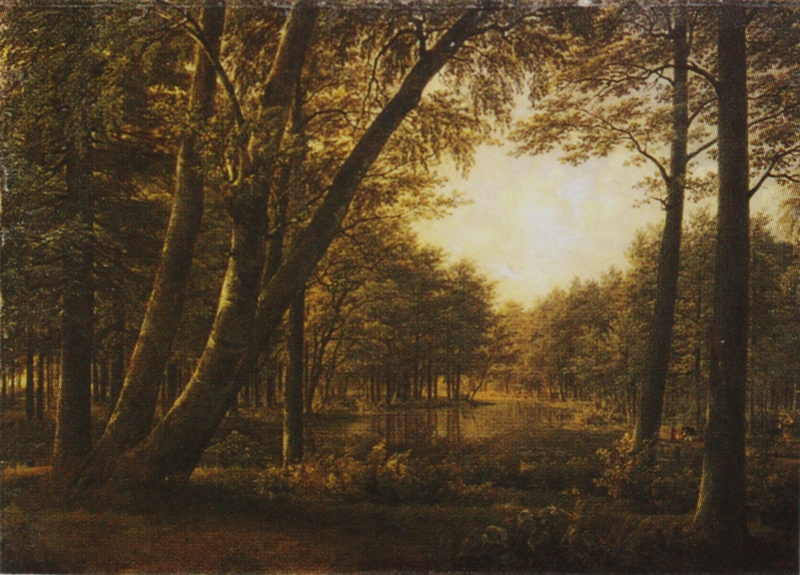
Vue de l'île Petrovski

Il meurt, malheureusement fort jeune, à 26 ans, emporté par le choléra, à Naples, en 1837.
Le premier biographe de sa courte vie est Andreï Ivanovitch Somov.

## Œuvres
C'est un paysagiste dont les premières œuvres sont proches de l'école vénitienne. Le dynamisme de sa peinture est également caractéristique de l'école académique de son temps. Ses œuvres ont exercé une influence sur le développement de la peinture de plein air en Russie.
Ses œuvres sont assez rares. A la fin du XIXe siècle, la plupart se retrouvent dans les collections de la Galerie Tretiakov à Moscou.
Mais il y en a aussi dans les musées d'Ivanovo, de Samara, de Kalouga et encore au Kazakhstan et dans des collections privées.